# Drymonia turrialvae
Drymonia turrialvae är en tvåhjärtbladig växtart som beskrevs av Johannes von Hanstein. Drymonia turrialvae ingår i släktet Drymonia och familjen Gesneriaceae. Inga underarter finns listade i Catalogue of Life.